# Наджмиддинов, Сафарали Махсуддинович
Сафарали Махсуддинович Наджмиддинов (тадж. Сафаралӣ Махсуддинович Наҷмиддинов; 20 ноября 1951, Восейский район, Таджикская ССР — 16 июля 2025, Душанбе) — таджикистанский государственный деятель, министр финансов Республики Таджикистан (2000—2013).

## Биография
В 1973 году окончил экономический факультет Таджикского государственного университета.
С 1973 по 1993 год работал старшим бухгалтером-аудитором Центрального статистического управления Республики Таджикистан, затем занимал должности заместителя начальника и начальника контрольно-учётного финансового отдела Управления бухгалтерского учёта, начальника Контрольно-учётного управления отдела торговли Душанбинского горисполкома. Последней должностью в этот период была должность начальника управления учёта и ревизии Министерства торговли Республики Таджикистан.
С 1993 по 2000 год занимал посты заместителя министра торговли и заместителя председателя Государственного комитета по контрактам и торговле.
С 2000 по 29 ноября 2013 года — министр финансов Республики Таджикистан. После отставки был назначен директором Агентства по социальному страхованию и пенсии при правительстве Таджикистана.
С 14 мая 2019 года находился на пенсии.
Скончался 16 июля 2025 года.

## Награды
- Орден Почёта I степени.